# قانون میل
قانون میل (به انگلیسی: Law of Desire) فیلمی در ژانر رمانتیک، درام و جنایی به کارگردانی ونویسندگی پدرو آلمودوار است که در سال ۱۹۸۷ منتشر شد. از ستارگان این فیلم می‌شود از Eusebio Poncela، Carmen Maura و Antonio Banderas نام برد. این فیلم برنده ۱۲ جایزه و ۵بار نامزدی در فستیوال‌های نمایش فیلم است. اشاره فیلم به رویارویی آتائیست درمقابل خداباوری، زیبا و تحسین‌برانگیز است.

## داستان فیلم
"پابلو مینترو" کارگردان معروف و موفق فیلم‌های اروتیک و همجنسگرا است. او عاشق پسر جوانی به نام "خوان" است. بعد از اکران سه فیلم موفق از پابلو، قرار می‌شود خوان که با دختری آشنا شده‌است برای مدتی به فانوس دریایی ترافلگار برای کار در بار کنار ساحل بروند، اما او که دلباخته پابلو است از او درخواست می‌کند برایش نامه بنویسد و از حال خویش او را باخبر سازد و تنها می‌خواهد که پابلو دراین مدت به او خیانت نکند. "آنتونیو بنیتز" فرزند یک سیاستمدار مجلس و یکی از علاقه مندان فیلمهای پابلو است و همیشه در سالن‌های پخش فیلم پابلو حضور دارد. پابلو که تنهاست در برابر پیشنهاد آنتونیو برای رابطه، مقاومت نمی‌کند ولی بعد از رابطه با نامه از آنتونیو می‌خواهد که عاشق او نشود و به او اعتماد نکند. خواهر پابلو "تینا" و فرزند خوانده او "آداً بازیگر تئاتر هستند و پابلو برای دیدن کار آنها به مسافرت می‌رود. آنتونیو می‌خواهد که پابلو برایش نامه بنویسد و برای اینکه مادرش بویی از رابطه آن دو نبرد، از اسم مستعار دخترانه در نامه اش استفاده کند. پابلو که مشغول نوشتن فیلمنامه جدیدی (به نام "لورا" زندگی خواهر) است، از خواهرش می‌خواهد در نقش خود که زنی مرد گریز است، برایش بازی کند و این موضوع باعث عصبانیت ومشاجره آنها می‌شود. خوان از که از دوری پابلو ناراحت است با تلفن از او درخواست دیدار می‌کند. پابلو هم با نامه به آنتونیو می‌گوید، که عاشق او نیست و دوست ندارد رابطه اش را با خوان قطع کند. آنتونیو که بشدت ناراحت است، شبانه به دیدن خوان می‌رود و به دروغ می‌گوید، پابلو عاشق اوست و لباسش را به او داده‌است و دیگر نمی‌خواهد با تو باشد و خوان که از شدت ناراحتی مست کرده‌است را طی درگیری و پاره شدن جیب آنتونیو، از بالای صخره‌های سنگی فانوس دریایی به پایین پرتاب می‌کند و او را می‌کشد. پابلو به جزیره می‌رسد و از مرگ خوان آگاه می‌شود. پلیس تکه پیراهن آنتونیو را می‌یابد و آنتونیو هم که متوجه موضوع می‌شود قبل از رسیدن پلیس، لباس را حمام خانه می‌سوزاند. پلیس در صحبت با مادر آنتونیو متوجه نامه‌های به اسم "لورا" (اسم مستعار دخترانه) و نامه‌های پابلو به خوان می‌شود که با یک ماشین تایپ شده‌اند و به پابلو و تینا شک می‌کند. پابلو هم که در رویارویی با آنتونیو، متوجه جنایت او شده‌است، پس از درگیری و فرار، در برگشتبه خانه و از شدت ناراحتی، گریه و تاری دید، تصادف شدیدی می‌کند و حافظه اش را از دست می‌دهد. تینا به دیدن پابلو در بیمارستان می‌رود و برای اینکه پابلو حافظه اش را بدست بیاورد، دست به اعتراف بزرگ می‌زند، او می‌گوید که دو جنسه بوده‌است و دلیل جدایی مادر از پدرشان، رابطه او با پدر بوده‌است و بعد از جدایی، در مراکش عمل کرده و دختر می‌شود و بعد از خیانت پدرش (اکنون در نیویورک آتلیه دارد) به او و رابطه با زنی دیگر، به پاریس رفته و در هنگام خاکسپاری مادر به اسپانیا برمیگردد و پابلو را پیدا می‌کند و دلیل مرد گریزی او این موضوع است. بعد از سه هفته حافظه پابلو برمیگردد وخواهرش به او می‌گوید بالاخره با پسری در آپارتمان او، همبستر شده‌است. پابلو که با پلیس همکاری می‌کند، متوجه خطری که تینا و دخترخوانده اش را تهدید می‌کند می‌شود و به او زنگ می‌زند و میخواهدکه او سریعاً به هر بهانه ای آپارتمان را ترک کند و می‌گوید که آنتونیو قاتل است. تینا به آنتونیو می‌گوید که پابلو در جریان بازپرسی، خودکشی کرده و باید سریعاً به بیمارستان برود، اما آنتونیو که موضوع را فهمیده، او و یک پلیس را به گروگان می‌گیرد و می‌گوید فقط در قبال یکساعت مذاکره با پابلو، گروگان‌ها را آزاد می‌کند. آنتونیو پس از عشق ورزیدن و رابطه با پابلو به او می‌گوید دلیل تمام این کارهایش عشق به پابلو بوده و با شلیک گلوله به زندگی خود پایان می‌دهد.

## بازیگران
- ائوسبیو پونسلا
- کارمن مائورا
- آنتونیو باندراس
- مانوئلا بلاسکو
- روسی د پالما
- ناچو مارتینز
- هلگا لینه
- آگوستین آلمودوار
- ویکتوریا آبریل
- فرناندو گی‌ین کوئربو